# 周国允
周国允（1964年—），河南滑县人，汉族，中华人民共和国政治人物、第十二届全国人民代表大会河南地区代表。
毕业于长江商学院工商管理专业。加入中国共产党。担任河南华都建设发展集团董事长兼河南省滑县高平镇周潭村党支部书记。2008年起担任全国人大代表。2013年，担任全国人大代表。